# Decennalia

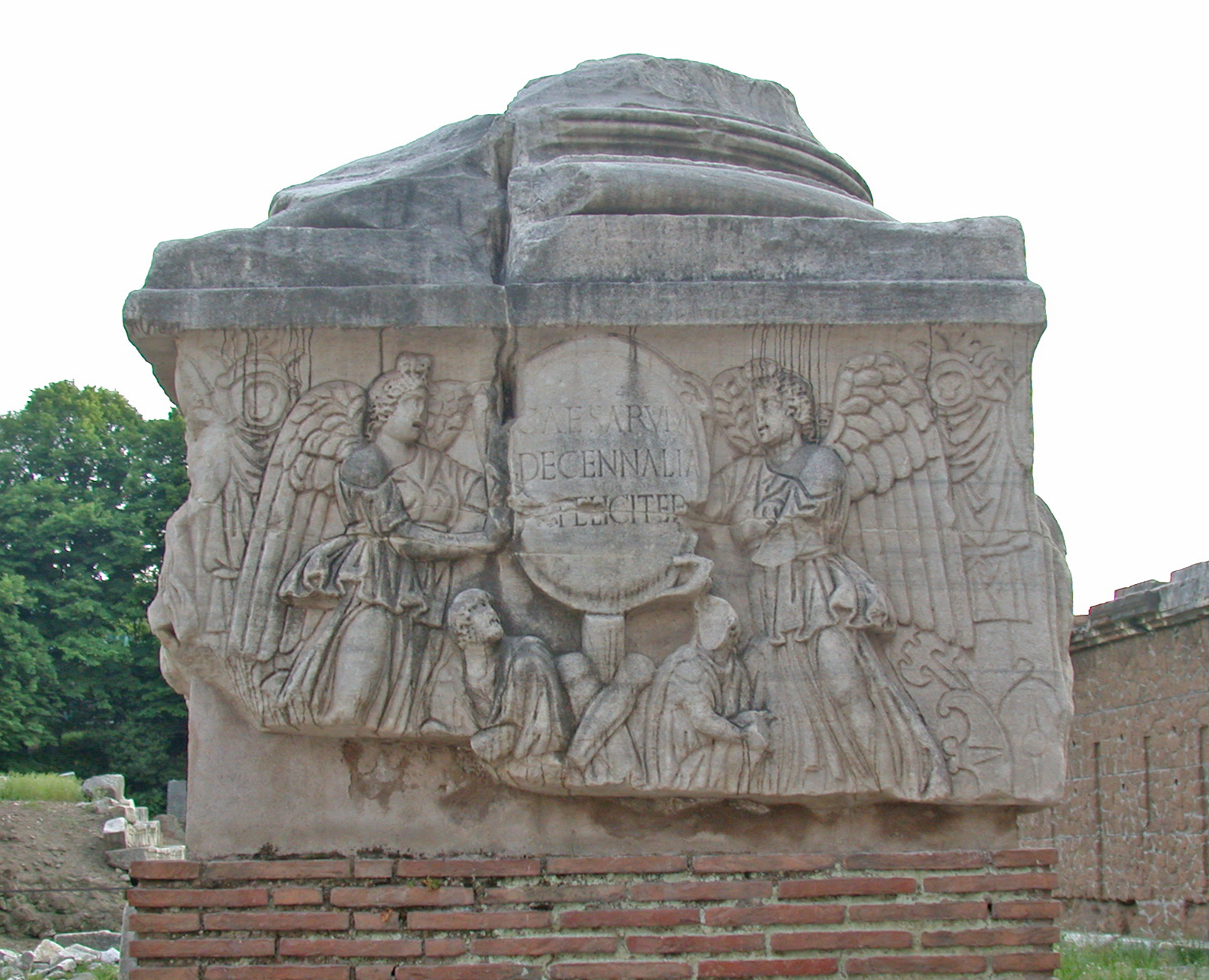
Base commémorative des Decennalia de Constance Chlore et Galère en 303, sur le forum romanum.

Les decennalia sont une fête officielle dans la Rome antique, célébrant les intervalles de dix ans du règne d'un empereur. Des commémorations similaires furent organisées pour la vingtième année de règne (vicennalia) et même pour la trentième année de règne (tricennalia).

## Origine et durée
L'origine de cette fête remonte à 18 av. J.-C., par Auguste qui n'avait accepté le pouvoir suprême à l'origine que pour une période de dix ans, au bout de laquelle il lui fut formellement renouvelé pour une nouvelle décennie. La thèse formulée en 1936 par Harold Mattingly qui prend comme départ du décompte la date de la première attribution de la puissance tribunicienne est considérée comme caduque. Selon le mode de comptage romain, les decennalia commémorent le début de la dixième année suivant le jour de proclamation de l'empereur (dies imperii), soit selon un comput moderne le neuvième anniversaire de cette proclamation. Cette règle n'est toutefois pas absolue, selon les études de Paul L. Strack (de), approfondies par Marguertie Rachet : Trajan, absent de Rome en janvier 107, fête ses decennalia en janvier 108, soit au début de sa onzième année de règne, Hadrien respecte le même délai et commémore les siennes en octobre 127. Pour Antonin le Pieux, il y a un désaccord entre Rachet, qui date ses decennalia en février 148, tandis qu'André Chastagnol les situe en 147.
Les empereurs conservèrent la tradition des decennalia jusque dans l'Antiquité tardive. Les dernières commémorations sont les vicennalia de Constantin Ier en 326 à Rome et ses tricennalia en 335 à Constantinople, les tricennalia de Constance II en Arles en 353,  et les decennalia de Gratien le 24 aout 376. Selon une certaine forme de continuité, le roi ostrogoth Théodoric le Grand fête ses trente ans de règne à Rome en 500.

## Cérémonies
Elles étaient marquées par des jeux, des émissions monétaires commémoratives, et des largesses impériales prenant au IVe siècle la forme de pièces d'argenterie telles que le missorium de Théodose. Quelques textes évoquent les decennalia : Dion Cassius, témoin oculaire des decennalia de Septime Sévère en 202, décrit des exhibitions de fauves et d'animaux exotiques à bord d'un bateau dans un « théâtre » avec une « piscine », qui serait peut-être le plan d'eau central du Circus Maximus, suivies de venationes durant sept jours, ; l'Histoire Auguste décrit de façon fantaisiste une gigantesque procession dans Rome à l'occasion des decennalia de Gallien en 262,.
Les émissions monétaires commémorant les decennalia sont émises à partir du règne d'Antonin le Pieux. Elles montrent des rites religieux, comme l'empereur effectuant une libation sur un petit autel, puis apparaissent des revers portant les formules de vœux telles que VOTIS X ET XX à partir des decennalia de Gallien en 262.

Monnaies commémoratives de decennalia
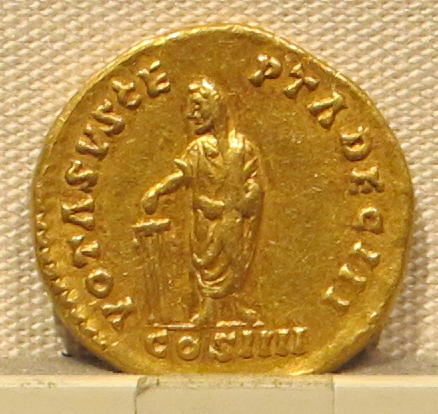
Aureus, libation d'Antonin le Pieux
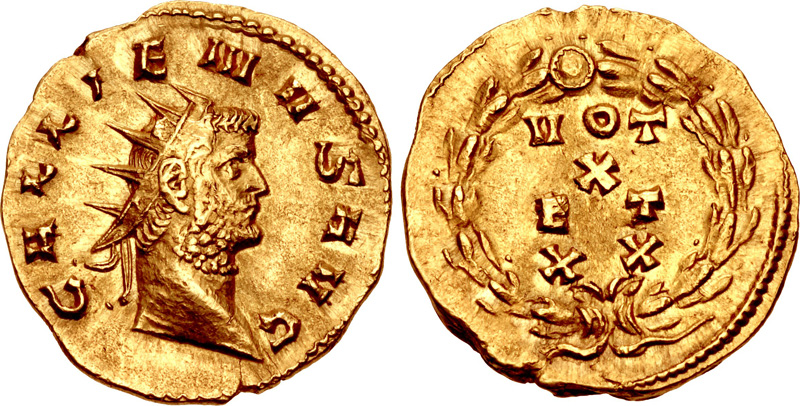
Aureus de Gallien
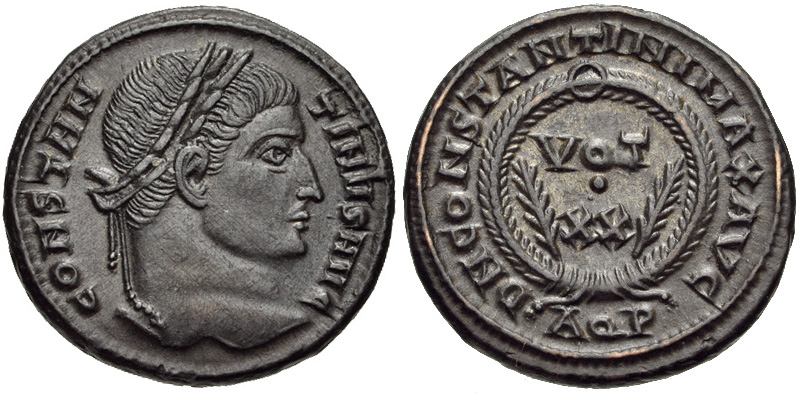
Follis de Constantin Ier
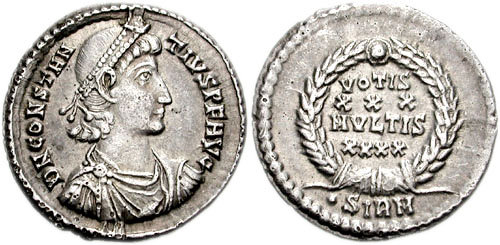
Silique de Constance II

Des monuments pouvaient également être construits pour cette occasion comme l'ensemble des colonnes honorifiques élevées sur le forum pour les secondes decennalia de Dioclétien et Maximien — on parle alors volontiers de vicennalia associées aux decennalia de Constance Chlore et Galère - en 303.
|                                        |
| Libation au-dessus d'un autel portatif |

|                             |
| Sacrifice d'un suovetaurile |